# Medelhavstrast
Medelhavstrast (Meridiocichla salotti) är en förhistorisk utdöd fågel i familjen trastar inom ordningen tättingar. Arten beskrevs i en studie från 2005 utifrån omvärdering av fossila lämningar från sen kvartär, dels från Korsika och Kreta av vad man trott var en guldtrast (Zoothera aurea), dels fynd från Korsika som möjligen utgjorde en ny art för vetenskapen. 